# Fatima Sekouane
Fatima Sekouane, née le 21 mai 1983 à Oran, est une ancienne footballeuse internationale algérienne évoluant au poste de défenseur.

## Biographie

### Carrière en club
Fatima Sekouane débute en 1996 à l'Intissar Oran où elle reste jusqu'en 2005. Elle rejoint alors l'USM Oran pour une saison, avant de retourner à l'Intissar. 
Elle devient ensuite joueuse de l'Afak Relizane en 2009, où elle officie comme capitaine.

### Carrière internationale
Fatima Sekouane est internationale algérienne depuis 2002, elle est également capitaine de la sélection. 
Elle participe au championnat d'Afrique 2004 organisé en Afrique du Sud, au championnat d'Afrique 2006 qui se déroule au Nigeria, au championnat d'Afrique 2010 organisé en Afrique du Sud, au championnat d'Afrique 2014 qui se déroule en Namibie, et enfin à la Coupe d'Afrique des nations 2018 organisée au Ghana.
Elle dispute également les Jeux africains de 2003 qui se déroulent au Nigeria, les Jeux africains de 2007 organisés en Algérie et enfin les Jeux africains de 2011 qui se déroulent au Mozambique, où elle se voit médaillée de bronze.

## Palmarès
- Algérie :
  -  Médaille de bronze aux Jeux africains de 2011

- AFAK Relizane :
  - Championne d'Algérie en 2010, 2011, 2012, 2013, 2014, 2015 et 2016.
  - Vainqueur de la Coupe d'Algérie en 2010, 2011, 2012, 2013, 2014 et 2016.